# 张懋 (元朝)
张懋（1218年—1280年），字之美，元朝涿州范阳人，张子良之子。
张懋开始跟随阿朮作战。忽必烈即位后，率军镇守归德府，升知归德府事，后改为镇守蔡州。至元三年（1266年）为泗州军总把。后来，擢升为济南诸路新军千户。至元十一年（1274年），在伯颜南征灭宋时，攻打襄樊，以铧车弩为先锋。奉命往淮西劝降夏贵，夺取镇巢、安丰、寿春、淮安等州郡。因功历任为泗州安抚司达鲁花赤、同知淮西道宣慰司事、吉州路总管。他为官慎刑平政，处之以公，新府治，设义仓。去世后，追封清河郡侯，谥宣敏。